# 빌 허드슨

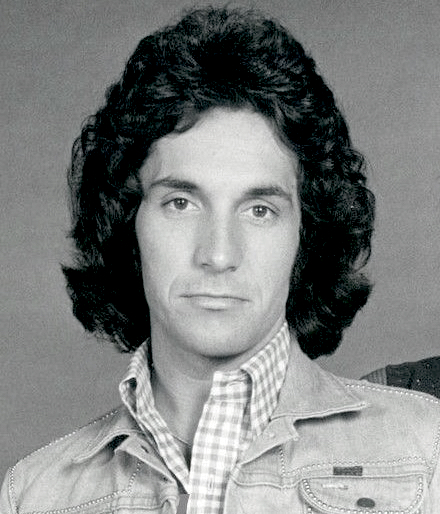

빌 허드슨(Bill Hudson, 1949년 10월 17일 ~ )은 미국의 작곡가, 가수, 배우, 음악가, 싱어송라이터, 텔레비전 배우이다.
포틀랜드에서 태어났다.

## 영화
- 천재 소년 두기 (1989년)
- 빅 샷 (1987년)
- 히스테리컬 (1983년)
- 제로 투 식스티 (1978년)